# Timur Kodża
Timur Kodża (zm. 1361) – piętnasty chan Złotej Ordy w 1361 roku.
Był synem Chidra. Doszedł do władzy zabijając ojca w 1361 roku. Sam wkrótce został zabity. W okresie 1361–1380 w Złotej Ordzie nastąpił okres największego chaosu, w tym krótkim okresie rządziło aż 25 chanów. Faktyczne przywództwo w zachodniej części Złotej Ordy uzyskał Mamaj.